# 水阳镇
水阳镇，是中华人民共和国安徽省宣城市宣州区下辖的一个乡镇级行政单位。

## 行政区划
水阳镇下辖以下地区：
水阳社区、裘公社区、杨泗社区、雁翅社区、裘联村、丁湾村、长沟村、惠民村、乾兴村、朝阳村、新庆村、新珠村、鳡圩村、双盈村、新建村、坊桥村、双丰村、银光村、沙湾村、徐村、吴村、管家村、符村、光明村、凤联村、新联村、中联村和惠丰村。